# Kenneth I. Gross
Kenneth Irwin Gross (14 octobre 1938 - 10 septembre 2017) est un mathématicien américain.

## Biographie
Né à Malden, Massachusetts en 1938 Gross obtient à l'université Brandeis son baccalauréat en 1960 et sa maîtrise en 1962. Il obtient son doctorat en 1966 de l'université Washington de Saint-Louis sous la supervision de Ray Kunze avec la thèse Plancherel Transform of the Nilpotent Part of {\displaystyle G_{2}} and Some Applications to the Representation Theory of {\displaystyle G_{2}}. Il est professeur adjoint de 1966 à 1968 à l'université Tulane et professeur adjoint de 1968 à 1973 au Dartmouth College. Il devient en 1973 professeur agrégé puis professeur titulaire à l'université de Caroline du Nord avant de démissionner en 1981. De 1981 à 1985, il est directeur du département de mathématiques de l'université du Wyoming. En 1988, Gross devient professeur à l'université du Vermont, où il est directeur du département de mathématiques et de statistiques de 1988 à 1992. En congé, il est pendant deux ans (2003-2005) à l'université Lesley, où il développe le programme de mathématiques.
Gross est professeur invité à l'université de Californie à Irvine, à l'université de l'Utah, à l'Academia Sinica de Taïwan, à l'université Drexel, à l'université Macquarie et à l'université australienne de Newcastle. Il est deux fois directeur de programme de division pour la National Science Foundation. Il est directeur de la Vermont Mathematics Initiative.
Il fait des recherches sur l'analyse harmonique, la théorie de la représentation des groupes, l'analyse des groupes de Lie et des espaces homogènes, les fonctions spéciales, l'analyse de Fourier et les applications mathématiques à la physique et aux statistiques multivariées.
En 1979, il reçoit le prix Lester Randolph Ford. En 1981, il reçoit le prix Chauvenet de la Mathematical Association of America. En 2012, il est élu membre de l'American Mathematical Society. Il est décédé le 10 septembre 2017 à l'âge de 78 ans.